# ツシマナメクジ
ツシマナメクジ（対馬蛞蝓、Meghimatium sp）は橙褐色の体色が特徴な、対馬固有のナメクジである。ナメクジ類の系統分類は困難なものであるため研究が進んでおらず、ツシマナメクジは未記載種である。

## 分布
対馬全域に分布し、シイタケ培木の腐木周辺に多い。アマチュアによる九州での発見事例が多くあり、人為的に持ち込まれたものと考えられているが、本種であるかどうかの学術的裏付けはなされていない。

## 研究
1970年、国立科学博物館の調査で発見された種である。2003年に新潟県内でツシマナメクジの体色に似たナメクジ属の一種が発見され、ハナタテヤマナメクジと名付けられた。その後、日本各地から橙色～黄色のナメクジ属の個体が報告されている。各地で発見されたこれらの個体、ハナタテヤマナメクジ、ツシマナメクジの間の系統関係は不明である。